# 格拉斯弗拉特 (加利福尼亞州)
格拉斯弗拉特（英語：Grass Flat）是位於美國加利福尼亞州謝拉縣的一個非建制地區。該地的面積和人口皆未知。

## 地理
格拉斯弗拉特的座標為39°40′33″N 120°56′07″W / 39.67583°N 120.93528°W，而該地的平均海拔高度為1481米（即4859英尺）。